# Mariano Uglessich

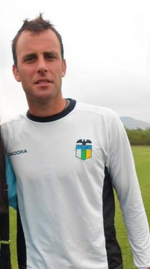
Mariano Uglessich

Mariano Esteban Uglessich (Buenos Aires, 6 november 1981) is een Argentijnse voetballer, die anno 2012 als verdediger speelt bij het Paraguayaanse Cerro Porteño.
Zijn loopbaan begon in de jeugdopleiding van Vélez Sársfield, waarna hij op 22 februari 2002 debuteerde in de hoofdmacht. Ook speelde hij in 2004 één helft van het seizoen voor het  Mexicaanse Querétaro FC, uitkomend in de Primera División A, om daarna weer terug te keren naar Sársfield. In 2009 werd hij kort verhuurd aan Arsenal de Sarandi. In de eerste seizoenshelft van 2009-2010 kwam hij in Spanje uit voor Albacete Balompié. Begin 2010 keerde hij terug naar Zuid-Amerika waar hij bij Olimpia Asunción terechtkwam. Sinds januari 2011 ligt Uglessich onder contract bij Cerro Porteño.
Aangezien hij deels van Kroatische afkomst is, luidde zijn achternaam waarschijnlijk oorspronkelijk Uglešić.